# Senegalimassilia
Senegalimassilia es un género de bacterias grampositivas de la familia Eggerthellaceae. Fue descrito en el año 2014. Su etimología hace referencia a Senegal y Massilia, el nombre latín de Marsella. Son bacterias anaerobias y de movilidad variable. Se han aislado de heces humanas. 

## Taxonomía
Actualmente existen 2 especies descritas:
- Senegalimassilia anaerobia
- Senegalimassilia faecalis